# Musicalismo
O musicalismo foi um movimento artístico fundado em Paris em 1932 pelo pintor francês Henry Valensi (1883 - 1960); baseado na demonstração da equivalência de valores e sensações entre a pintura e a música. Inspirados pelas correspondências entre o visual e o sonoro apontadas pelos poetas Baudelaire e Rimbaud, onde os musicalistas criaram teorias diversas para produzir obras que refletissem sons.  
Gustave Bourgogne propôs o bleuisme, uma teoria de que as vibrações sonoras são predominantemente azuis. Charles Blanc-Gatti idealizou uma orquestra, baseada no musicalismo e na relação entre as cores e os tons.

## Orquestra Cromofônica
A Orquestra Cromofônica (do inglês Chromophonic Orchestra) foi um grupo instrumental musicalista de concerto (em referência aos peintres-musicalistes) idealizado em 1933 pelo pintor suiço Charles Blanc-Gatti, com objetivo de demonstrar visualmente a relação existente entre a música e a pintura, através de movimentos de efeitos luminosos sincronizados com as movimentações sonoras (as cores quentes são representados por sons graves e as cores frias por sons agudos). Idealizado baseado nas ideias de Castel (1688-757) e do compositor russo Alexander Scriabin (1872-1915). É considerada a primeira experiencia do tipo.

## Integrantes
- Etiénne Béothy, escultor
- Charles Blanc-Gatti (1890-1965), pintor suiço[9]
- Louise Janin, pintora estadunidense
- Ernest Klauz, pintor e cenógrafo húngaro
- Gustave Bourgogne (1888-1968)[9]
- Vito Stracquadaini
- Lauren Garcin
- Martel e Loiuse Janin
- Jean Carlu

## Outros artistas
Outros artistas que estabeleceram analogias entre a pintura e a música, tais como: Castel (1688-757), Michael Matyushin (1861-1934), Alexander Scriabin (1872-1915), Mikalojus Konstantinas Ciurlionis (1875-1911), Marsden Hartley (1877- 1943), Pamela Colman Smith (1878-1951), Arthur Dove (1880-1946), Henri Valensi (1883-1960), Morgan Russel (1886-1953), Xul Solar (1887-1963), Vladimir Baranov-Rossine (1888-1944), Stanton Macdonald-Wright (1890-1973), Carol Steen (1943-). 